# 486 pr. n. št.

## Dogodki
- Kserks I. Veliki postane perzijski kralj (vladal do 465/464 pr. n. št.)
- vstaja v Egiptu proti Perzijcem

## Smrti
- Darej I., perzijski kralj (* 549 pr. n. št.)